# Effie Triantafilopoulos
Effie J. Triantafilopoulos est une femme politique provinciale canadienne de l'Ontario.
Triatafilopoulos représente la circonscription de Oakville-Nord—Burlington à titre de députée progressiste-conservatrice depuis 2018.

## Politique
Effie Triantafilopoulos effectue ses premiers pas en politique en tentant de devenir députée progressiste-conservatrice de la circonscription provinciale de Mississauga-Sud en 2014, mais termine deuxième derrière le libéral Charles Sousa.
Une seconde tentative pour devenir députée conservatrice de la circonscription fédérale de Oakville-Nord—Burlington en 2015, mais se solda également par un échec derrière la libérale Pam Damoff.